# Olympische Jugend-Winterspiele 2024/Rennrodeln
Bei den IV. Olympischen Jugend-Winterspielen 2024 in Gangwon fanden fünf Wettbewerbe im Rennrodeln statt. Austragungsort war das Alpensia Sliding Centre, wo auch die Bob- und Skeletonwettbewerbe stattfanden.

## Qualifikation
Jedes Nationale Olympische Komitee (NOK) konnte pro Rennen maximal zwei Teilnehmer (zwei Herren- und Dameneinzel, zwei Herren- und Damendoppel) melden. Teilnahmeberechtigt waren Sportler, die zwischen dem 1. Januar 2006 und dem 31. Dezember 2009 geboren sind. Dem Gastgeberland Südkorea wurde eine Startplatz pro Veranstaltung garantiert.
Alle Athleten mussten jeweils an mindestens drei Kontinentalcup-, Jugend-A-Weltcup-, Junioren-Weltcup- oder allgemeinen Weltcup-Rennen der Saisons 2022/23 und 2023/24 teilgenommen haben, wobei mindestens ein Rennen davon in der Saison 2023/24 sein musste.
In diesen beiden Wettkampfperioden mussten Athleten oder Doppel-Duos mindestens zehn Weltcup-Punkte im Continental-Cup, Jugend-A-Weltcup, Junioren-Weltcup oder Weltcup-Rennen in den Disziplinen der Allgemeinen Klasse erzielt haben.
Anhand der Gesamtwertung des Jugend-A-Weltcups wurden die Quotenplätze an die Top 19 NOKs vergeben.
Das gleiche Qualifikationsverfahren galt für die Wettbewerbe im Doppelsitzer, allerdings mit nur 14 Quotenplätzen pro Geschlecht.
Um am Staffelwettbewerb teilnehmen zu können, mussten die NOKs in der Lage sein, ein Männereinsitzer ein Dameneinsitzer und einen Doppelsitzer (Männer oder Frauen) aufzustellen.
Folgende Nationen hatten einen Quotenplatz erreicht:
| NOK                | Herren    | Herren       | Damen     | Damen        | Team Staffel |
| NOK                | Einsitzer | Doppelsitzer | Einsitzer | Doppelsitzer | Team Staffel |
| ------------------ | --------- | ------------ | --------- | ------------ | ------------ |
| Bulgarien          | 1         | 0            | 0         | 0            | Nein         |
| China              | 1         | 0            | 1         | 0            | Nein         |
| Chinesisch Taipeh  | 1         | 0            | 1         | 0            | Nein         |
| Deutschland        | 2         | 2            | 2         | 2            | Ja           |
| Frankreich         | 0         | 0            | 1         | 0            | Nein         |
| Georgien           | 1         | 1            | 0         | 0            | Nein         |
| Großbritannien     | 0         | 0            | 1         | 0            | Nein         |
| Irland             | 0         | 0            | 1         | 0            | Nein         |
| Italien            | 2         | 1            | 2         | 1            | Ja           |
| Kanada             | 1         | 0            | 2         | 0            | Nein         |
| Lettland           | 1         | 1            | 2         | 1            | Ja           |
| Neuseeland         | 0         | 0            | 1         | 0            | Nein         |
| Niederlande        | 1         | 0            | 0         | 0            | Nein         |
| Norwegen           | 1         | 0            | 0         | 0            | Nein         |
| Österreich         | 2         | 1            | 2         | 2            | Ja           |
| Polen              | 1         | 1            | 2         | 1            | Ja           |
| Puerto Rico        | 0         | 0            | 1         | 0            | Nein         |
| Rumänien           | 1         | 1            | 2         | 0            | Ja           |
| Schweden           | 0         | 0            | 1         | 0            | Nein         |
| Slowakei           | 1         | 1            | 2         | 1            | Ja           |
| Slowenien          | 1         | 0            | 0         | 0            | Nein         |
| Südkorea           | 1         | 1            | 2         | 0            | Ja           |
| Thailand           | 1         | 0            | 1         | 0            | Nein         |
| Tschechien         | 1         | 1            | 0         | 0            | Nein         |
| Ukraine            | 1         | 2            | 2         | 1            | Ja           |
| Vereinigte Staaten | 1         | 1            | 2         | 1            | Ja           |
| Gesamt: 26 NOKs    | 23        | 13           | 31        | 10           | –            |

## Zeitplan
| Zeitplan Rennrodeln | Zeitplan Rennrodeln | Zeitplan Rennrodeln | Zeitplan Rennrodeln | Zeitplan Rennrodeln | Zeitplan Rennrodeln | Zeitplan Rennrodeln | Zeitplan Rennrodeln | Zeitplan Rennrodeln |
| Wettbewerbe         | Januar              | Januar              | Januar              | Januar              | Januar              | Januar              | Januar              | Januar              |
| Wettbewerbe         | 16.                 | 17.                 | 18.                 | 19.                 | 20.                 | 21.                 | 22.                 | 23.                 |
| ------------------- | ------------------- | ------------------- | ------------------- | ------------------- | ------------------- | ------------------- | ------------------- | ------------------- |
| Männer              |                     |                     |                     |                     |                     |                     |                     |                     |
| Einsitzer           |                     |                     |                     |                     |                     |                     |                     |                     |
| Doppelsitzer        |                     |                     |                     |                     |                     |                     |                     |                     |
| Frauen              |                     |                     |                     |                     |                     |                     |                     |                     |
| Einsitzer           |                     |                     |                     |                     |                     |                     |                     |                     |
| Doppelsitzer        |                     |                     |                     |                     |                     |                     |                     |                     |
| Mixed               |                     |                     |                     |                     |                     |                     |                     |                     |
| Teamstaffel         |                     |                     |                     |                     |                     |                     |                     |                     |
| Entscheidungen      | 0                   | 0                   | 0                   | 0                   | 2                   | 2                   | 0                   | 1                   |

|  | Training |  | Medaillenentscheidung |

## Bilanz

### Medaillenspiegel
| Platz  | Land        | Gold | Silber | Bronze | Gesamt |
| ------ | ----------- | ---- | ------ | ------ | ------ |
| 1      | Italien     | 4    | 1      | 1      | 5      |
| 2      | Deutschland | 1    | –      | 1      | 2      |
| 3      | Österreich  | –    | 2      | 3      | 5      |
| 4      | Lettland    | –    | 2      | –      | 2      |
| Gesamt | Gesamt      | 5    | 5      | 5      | 15     |

### Medaillengewinner
| Disziplin    | Gold                                                                                | Silber                                                                                      | Bronze                                                                |
| ------------ | ----------------------------------------------------------------------------------- | ------------------------------------------------------------------------------------------- | --------------------------------------------------------------------- |
| Männer       |                                                                                     |                                                                                             |                                                                       |
| Einsitzer    | Leoin Haselrieder (ITA)                                                             | Paul Socher (AUT)                                                                           | Philipp Brunner (ITA)                                                 |
| Doppelsitzer | Philipp Brunner / Manuel Weissensteiner (ITA)                                       | Janis Gruzdulis-Borovojs / Eduards Čepulis (LAT)                                            | Louis Grünbeck / Maximilian Kührt (GER)                               |
| Frauen       |                                                                                     |                                                                                             |                                                                       |
| Einsitzer    | Antonia Pietschmann (GER)                                                           | Alexandra Oberstolz (ITA)                                                                   | Marie Riedl (AUT)                                                     |
| Doppelsitzer | Alexandra Oberstolz / Katharina Kofler (ITA)                                        | Marie Riedl / Nina Lerch (AUT)                                                              | Lina Riedl / Anna Lerch (AUT)                                         |
| Mixed        |                                                                                     |                                                                                             |                                                                       |
| Teamstaffel  | ItalienLeon Haselrieder Alexandra Oberstolz Philipp Brunner / Manuel Weissensteiner | LettlandEdvards Marts Markitans Margita Sirsnina Janis Gruzdulis-Borovojs / Eduards Čepulis | ÖsterreichPaul Socher Marie Riedl Johannes Scharnagl / Moritz Schiegl |

## Ergebnisse

### Männer

#### Einsitzer
| Platz | Land | Athleten                | Zeit (min) |
| ----- | ---- | ----------------------- | ---------- |
| 1     | ITA  | Leon Haselrieder        | 1:32,356   |
| 2     | AUT  | Paul Socher             | 1:32,541   |
| 3     | ITA  | Philipp Brunner         | 1:33,241   |
| 4     | LAT  | Edvards Marts Markitans | 1:33,421   |
| 5     | AUT  | Johannes Scharnagl      | 1:33,604   |
| 6     | NOR  | Ola Brandstamoen        | 1:34,378   |
| 7     | SVK  | Bruno Mick              | 1:34,685   |
| 8     | CAN  | Bastian van Wouw        | 1:34,697   |
| 9     | GER  | Silas Sartor            | 1:34,864   |
| 10    | ROU  | Vlad Florin Mușei       | 1:35,031   |
| ...   |      |                         |            |
| 16    | GER  | Hannes Röder            | 1:36,358   |

Datum: 21. Januar 2024

#### Doppelsitzer
| Platz | Land | Athleten                                 | Zeit (min) |
| ----- | ---- | ---------------------------------------- | ---------- |
| 1     | ITA  | Philip Brunner Manuel Weissensteiner     | 1:34,283   |
| 2     | LAT  | Janis Gruzdulis-Borovojs Eduards Čepulis | 1:34,630   |
| 3     | GER  | Louis Grünbeck Maximilian Kührt          | 1:35,076   |
| 4     | AUT  | Johannes Scharnagl Moritz Schiegl        | 1:36,226   |
| 5     | GER  | Silas Sartor Liron Raimer                | 1:37,055   |
| 6     | SVK  | Bruno Mick Viktor Varga                  | 1:37,722   |
| 7     | UKR  | Maksym Pantschuk Andrij Muz              | 1:38,020   |
| 8     | KOR  | Kim Ha-yoon Bae Jae-seong                | 1:38,711   |
| 9     | CZE  | David Svárovský Štefan Janák             | 1:40,562   |
| 10    | POL  | Karol Warzybok Cyprian Dybalski          | 1:42,307   |
| 11    | USA  | Nathan Bivins Wolfgang Lux               | 1:46,132   |
|       | GEO  | Saba Chachidse Luka Mikaberidse          | DNF        |

Datum: 20. Januar 2024

### Frauen

#### Einsitzer
| Platz | Land | Athletin               | Zeit (min) |
| ----- | ---- | ---------------------- | ---------- |
| 1     | GER  | Antonia Pietschmann    | 1:35,774   |
| 2     | ITA  | Alexandra Oberstolz    | 1:36,326   |
| 3     | AUT  | Marie Riedl            | 1:36,928   |
| 4     | GER  | Melina Hänsch          | 1:37,047   |
| 5     | LAT  | Margita Sirsnina       | 1:37,118   |
| 6     | LAT  | Amanda Ogorodnikova    | 1:37,347   |
| 7     | POL  | Emilia Nosal           | 1:37,390   |
| 8     | AUT  | Viktoria Gasser        | 1:37,403   |
| 9     | KOR  | Kim So-yoon            | 1:38,002   |
| 10    | POL  | Oliwia Dawidowska      | 1:38,241   |
| ...   |      |                        |            |
| 15    | ITA  | Katharina Sofie Kofler | 1:38,756   |

Datum: 20. Januar 2024

#### Doppelsitzer
| Platz | Land | Athletinnen                                | Zeit (min) |
| ----- | ---- | ------------------------------------------ | ---------- |
| 1     | ITA  | Alexandra Oberstolz Katharina Sofie Kofler | 1:36,471   |
| 2     | AUT  | Marie Riedl Nina Lerch                     | 1:37,141   |
| 3     | AUT  | Lina Riedl Anna Lerch                      | 1:37,378   |
| 4     | GER  | Sarah Pflaume Lina Peterseim               | 1:38,418   |
| 5     | UKR  | Switlana Solowej Anna-Marija Harzula       | 1:38,426   |
| 6     | CZE  | Zuzanna Jedrzejcyk Zuzanna Pieron          | 1:38,845   |
| 7     | GER  | Lilly Bierast Leandra Claus                | 1:40,702   |
|       | USA  | Sadie Martin Haidyn Apple Bunker           | DNF        |

Datum: 21. Januar 2024

### Mixed

#### Teamstaffel
| Platz | Land | Athleten                                                                            | Zeit (min) |
| ----- | ---- | ----------------------------------------------------------------------------------- | ---------- |
| 1     | ITA  | Leon Haselrieder Alexandra Oberstolz Philipp Brunner / Manuel Weissensteiner        | 2:29,470   |
| 2     | LAT  | Edvards Marts Markitans Margita Sirsnina Janis Gruzdulis-Borovojs / Eduards Čepulis | 2:30,299   |
| 3     | AUT  | Paul Socher Marie Riedl Johannes Scharnagl / Moritz Schiegl                         | 2:30,421   |
| 4     | KOR  | Kim So-yoon Kim Bok-eun Kim Ha-yoon / Bae Jae-seong                                 | 2:32,910   |
| 5     | UKR  | Darija Nekotjenjewa Anton Schewtschuk Maksym Pantschuk / Andrij Muz                 | 2:33,462   |
| 6     | POL  | Emilia Nosal Michal Gancarczyk Karol Warzybok / Cyprian Dybalski                    | 2:33,528   |
| 7     | SVK  | Viktória Praxová Oliver Korbela Bruno Mick / Viktor Varga                           | 2:34,046   |
| 8     | ROU  | Ana Cezara Teodorescu Vlad Florin Mușei Nicolae Todirică / Alexandru Bălan          | 2:34,917   |
| 9     | USA  | Talia Tonn Orson Colby Nathan Bivins / Wolfgang Lux                                 | 2:36,140   |
|       | GER  | Antonia Pietschmann Silas Sartor Louis Grünbeck / Maximilian Kührt                  | DNF        |

Datum: 23. Januar 2024